# تشين آباد
باليقجي هي بلدة في مقاطعة باليقجي في ولاية أنديجان في أوزبكستان.